# 拜济约
拜济约（法語：Baizieux，法語發音：[bɛzjø]）是法国上法蘭西大區索姆省的一个市镇，属于亚眠区。

## 地理
拜济约（49°59'35"N, 2°31'8"E）面积5.09 平方千米，位于法国上法蘭西大區索姆省，该省份为法国北部沿海省份，北起加来海峡省和北部省，西接滨海塞纳省和大西洋英吉利海峡，南至瓦兹省，东临埃纳省。
与拜济约接壤的市镇（或旧市镇、城区）包括：瓦卢瓦巴永、巴沃兰库尔、贝昂库尔、布雷勒、孔泰、弗朗维莱尔、埃伊、昂克尔河畔里布蒙、瓦当库尔。

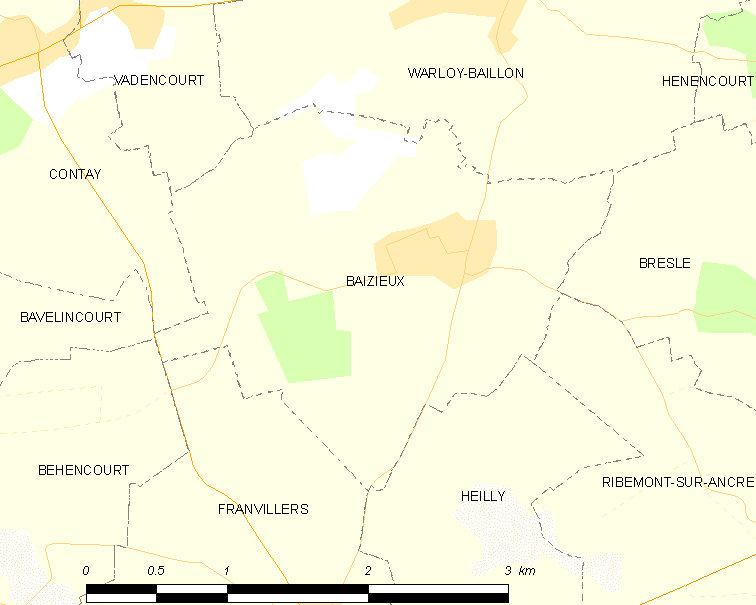
拜济约的OSM定位图

拜济约的时区为UTC+01:00、UTC+02:00（夏令时）。

## 行政
拜济约的邮政编码为80300，INSEE市镇编码为80052。

## 政治
拜济约所属的省级选区为科尔比县。

## 人口

1962-2008年间拜济约人口变化图示

拜济约于2022年1月1日时的人口数量为242人。